# Nimrud

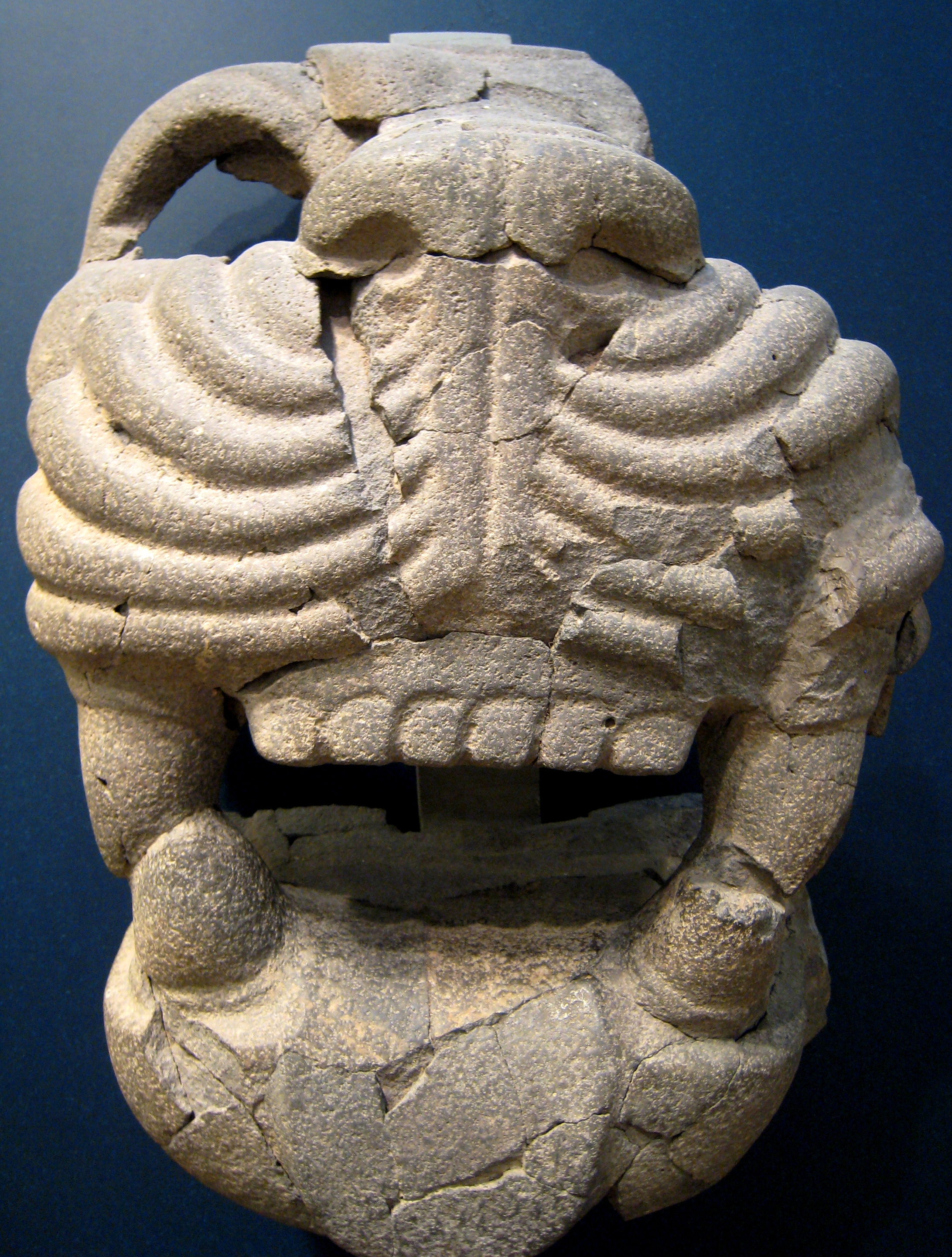
Lejonhuvud i basalt ur Hama-palatset

Nimrud eller Nimrod var ett ruinfält omkring  40 kilometer söder om Mosul vid Tigris på platsen för Kalhu, som var en av de gamla städerna i Assyrien och som nämns i bibeln som Calah. Platsen har fått sitt namn efter den bibliske Nimrod.
Kalhu grundades av den assyriska kungen Salmanassar I på 1200-talet f.Kr. och utvecklades till en stor och viktig stad när Assurnasirpal II omkring 880 f.Kr. valde platsen som sin huvudstad. Utgrävningar som gjorts sedan mitten av 1800-talet har upptäckt Assurnasirpals II:s palats (884–859 f.Kr) fyllt med sagolika konstskatter samt Salmanassar III:s och Tiglat-Pileser III:s palats. Kalhu fortsatte att vara kunglig bostadsort även sedan först Dur-Sargon och sedan Nineve blev rikets politiska huvudstad. Staden förstördes år 612 f.Kr. när Assyrien föll till babylonierna och mederna.
Nimrud är uppsatt på Iraks lista på förslag till världsarv.
Nimrud sägs vara den kung som Abraham hade ett flertal duster med. Enligt berättelsen sägs det att Abraham trotsade Nimrud när han påstod att han var den mäktigaste guden. Abraham förespråkade monoteism.
I mars 2015 rapporterades att Islamiska staten avsiktligt hade förstört området och jämnat staden med marken genom  sprängningar och med användande av bulldozrar.